# جاك بوبريدج
جاك بوبريدج (بالإنجليزية: Jack Bobridge) مواليد 13 يوليو 1989 في أديليد، هو دراج أسترالي في صنف سباق الدراجات على الطريق وعلى المضمار. شارك في دورة الألعاب الأولمبية الصيفية وفاز بميدالية أولمبية.

## الميداليات
| الميدالية | المسابقة                       |
| --------- | ------------------------------ |
| فضية      | الألعاب الأولمبية الصيفية 2012 |
| ذهبية     | دورة ألعاب الكومنولث 2014      |

## روابط خارجية
- جاك بوبريدج على موقع الاتحاد الدولي للدراجات (الإنجليزية)
- جاك بوبريدج على موقع أرشيف الدراجات (الإنجليزية)
- جاك بوبريدج على موقع إحصائيات الدراجات الإحترافية (الإنجليزية)
- جاك بوبريدج على موقع نسبة الدراجات (الإنجليزية)
- جاك بوبريدج على موقع CycleBase (الإنجليزية)
- جاك بوبريدج على موقع اللجنة الأولمبية الدولية (الإنجليزية)
- جاك بوبريدج على موقع أوليمبيديا (الإنجليزية)
- جاك بوبريدج على موقع اللجنة الأولمبية الأسترالية (الإنجليزية)
- جاك بوبريدج على موقع اتحاد ألعاب الكومنولث (مؤرشف) (الإنجليزية)
- جاك بوبريدج على موقع اتحاد ألعاب الكومنولث (مؤرشف) (الإنجليزية)